# ペプチド結合

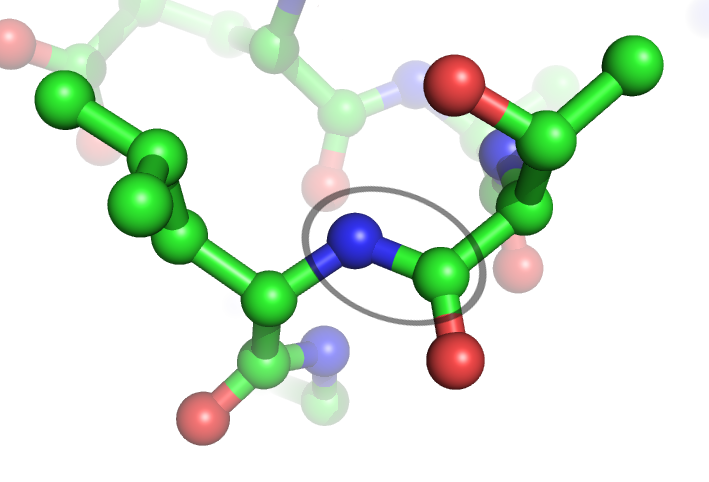
ペプチド結合（円内）

ペプチド結合（ペプチドけつごう、英: peptide bond）とは、アミド結合のうちα-アミノ酸同士が脱水縮合して形成される共有結合である。分類上は2級アミドに分類される。また、タンパク質中でもα-アミノ酸が連続していない場合はペプチド結合と呼ばれず、単にアミド結合と呼ばれる。
このようにして生成する物質はペプチドと呼ばれ、その縮合しているアミノ酸の数が2つ、3つ、4つ、5つ……となるごとにジペプチド、トリペプチド、テトラペプチド、ペンタペプチド……という。多数のアミノ酸が縮合した高分子物質はタンパク質であり、このため、タンパク質をポリペプチドとも呼ぶ。
アミド結合は強固な結合であり、加水分解は強酸性や強アルカリ性の条件でしか起こらない。しかし生体内にはペプチド結合のみを選択的に加水分解する酵素ペプチダーゼ、プロテアーゼが存在し、これらの中には中性に近い生物の体温程度の温度でかなり迅速にペプチド結合を加水分解することができるものもある。

## 合成

脱水反応によるペプチド結合の形成

2つのアミノ酸がペプチド結合を介してジペプチドを形成する場合、これは縮合反応の一種である。この種の縮合では、2つのアミノ酸が互いに接近して、一方の非側鎖(C1)カルボン酸部分が、他方の非側鎖(N2)アミノ部分に接近する。一方はカルボキシル基(COOH)から水素と酸素を失い、もう一方はアミノ基(NH2)から水素を失う。この反応により、1分子の水(H2O)とペプチド結合(-CO-NH-)で結合した2つのアミノ酸が生成する。2つのアミノ酸が結合したものをジペプチドと呼ぶ。
アミド結合のプロセスは脱水合成反応であり、一方のアミノ酸分子のカルボキシル基と他方のアミノ酸分子のアミノ基が反応し、1分子の水(H2O)が放出されて合成が行われる。

2つのアミノ酸が脱水縮合してペプチド結合(赤)を形成し、水(青)が排出される

ペプチド結合の形成にはエネルギーが必要であるが、生物の場合はATPが使われる。ペプチドやタンパク質は、アミノ酸がペプチド結合（いくつかのイソペプチド結合の場合もある）で結合した鎖である。生物は酵素を使って非リボソームペプチドを作り、リボソームは脱水合成とは細部が異なる反応を使ってタンパク質を作る。
α-アマニチンのように、リボソームで作られるためリボソームペプチドと呼ばれるものもあるが、多くはリボソームではなく特殊な酵素で合成されるため、非リボソームペプチドと呼ばれる。たとえば、トリペプチドのグルタチオンは、遊離のアミノ酸から2つの酵素、グルタミン酸-システインリガーゼ（ペプチド結合ではないイソペプチド結合を形成）とグルタチオン合成酵素（ペプチド結合を形成）によって2段階で合成される。

## 分解
ペプチド結合は、加水分解（水の添加）によって切断される可能性がある。水の存在下で分解され、8～16 kJ/mol（2～4 kcal/mol）のギブスエネルギーを放出する。このプロセスは非常に遅く、25℃での半減期は1結合あたり350 - 600年になる。
生体内では、通常、ペプチダーゼまたはプロテアーゼとしても知られる酵素がこのプロセスを触媒するが、ペプチドやタンパク質が天然構造にフォールド（折りたたむ）する際の立体配座的な歪みによってペプチド結合が加水分解されるという報告もある。したがって、この非酵素的なプロセスは、遷移状態の安定化によってではなく、むしろ基底状態の不安定化によって促進される。

## スペクトル
ペプチド結合の吸収Aの波長は190 - 230 nmである（このため、特に紫外線の影響を受けやすい）。

## ペプチド基のシス/トランス異性体
窒素原子上の孤立電子対が大きく非局在化することで、ペプチド基は部分二重結合特性を持つ。この部分二重結合によって、アミド基は平面的になり、シス型またはトランス型の異性体が存在する。タンパク質のアンフォールド（展開）状態では、ペプチド基は自由に異性化して両方の異性体を採用することができるが、しかし、フォールド状態では、各位置で単一の異性体しか採用されない（まれな例外を除く）。ほとんどのペプチド結合では、トランス型が圧倒的に好まれる（トランス型とシス型の比は約1000：1）。ただし、X-Proペプチド群の比率は、約30:1の割合で存在する傾向がある。これは、おそらくプロリン（Pro）の{\displaystyle \mathrm {C^{\alpha }} }原子と{\displaystyle \mathrm {C^{\delta }} }原子の間の対称性により、シス型とトランス型異性体のエネルギーがほぼ等しくなるためと考えられる（下図参照）。

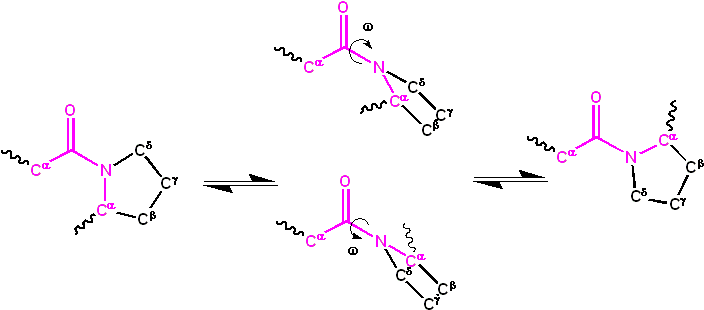
X-Proペプチド結合の異性化。シスとトランスの異性体はそれぞれ左端と右端にあり、遷移状態で区切られている。

ペプチド基（{\displaystyle C^{\alpha }-C^{\prime }-N-C^{\alpha }}の4つの原子で定義される）に関連する二面角を{\displaystyle \omega }とし、シス型異性体（シンペリプラナー配座）では{\displaystyle \omega =0^{\circ }}、トランス型異性体（アンチペリプラナー配座）では{\displaystyle \omega =180^{\circ }}となる。アミド基は、シス型とトランス型の間でC'-N結合を中心に、ゆっくりではあるが異性化することができる（室温で{\displaystyle \tau \sim }20秒）。遷移状態{\displaystyle \omega =\pm 90^{\circ }}では、部分二重結合を切断する必要があるため、その活性化エネルギーは約80 kJ/mol（20kcal/mol）となる。ただし、ペプチド基を疎水性環境に配置したり、X-Proペプチド基の窒素原子に水素結合を供与するなど、単結合型に有利な変化を与えることで、活性化エネルギーを下げる（異性化を触媒する）ことができる。活性化エネルギーを低下させるこれらの2つのメカニズムはどちらも、X-Proペプチド結合のシス-トランス異性化を触媒する天然の酵素であるペプチジルプロリルイソメラーゼ（PPIases）にも見られる。
立体配座のタンパク質フォールドは、通常、シス-トランスの異性化（10-100秒）よりもはるかに速い（通常10-100ミリ秒）。いくつかのペプチド基の非天然異性体は、立体配座フォールディングを大きく混乱させ、天然異性体に到達するまでフォールディングを遅らせたり妨げたりする。しかし、すべてのペプチド基が同じようにフォールディングに影響を与えるわけではなく、他のペプチド基の非天然異性体はフォールディングに全く影響を与えないこともある。

## 化学反応
ペプチド結合は、その共鳴安定化のため、生理学的条件下では比較的反応性が低く、エステルなどの類似化合物よりもさらに少ない。それにもかかわらず、ペプチド結合は化学反応を起こすことがあり、カルボニル炭素を電気陰性原子が攻撃してカルボニル二重結合を切断し、四面体中間体を形成する可能性がある。これはタンパク質分解、より一般的には、インテインのようなN-Oアシル交換反応でたどる経路である。ペプチド結合を攻撃する官能基がチオール、ヒドロキシルまたはアミンである場合、得られる分子はシクロールと呼ばれ、より具体的には、それぞれチアシクロール、オキサシクロールまたはアザシクロールと呼ばれることがある。

## 参照項目
- ペプチド固相合成法
- タンパク質分解マップ（英語版） (PMAP)